# Pseudochromatosia
Pseudochromatosia is een geslacht van vlinders uit de familie van de spinneruilen (Erebidae). De wetenschappelijke naam van dit geslacht is voor het eerst voorgesteld door Martin Krüger in een publicatie uit 2015. 
Dit geslacht is monotypisch, dat wil zeggen dat het maar één soort heeft namelijk Pseudochromatosia nigrapex Krüger, 2015.